# Ternsund-Klasse
Die Ternsund-Klasse ist eine Serie von vier Produkten- und Chemikalientankern mit LNG-Antrieb. Die Schiffe wurden in China von der Werft AVIC Dingheng Shipyard für die dänische Reederei Terntank gebaut und ab 2016 in Dienst gestellt. Die vier Schiffe heißen Ternsund, Ternfjord, Tern Sea und Tern Ocean. Der Entwurf stammt von Rolls-Royce Marine AS und wird als Type NVC 615 CT bezeichnet.

## Konstruktion
Die Doppelhüllenschiffe mit knapp 15.000 Tonnen Tragfähigkeit haben einen senkrechten Vordersteven mit Wulstbug und Querstrahlruder. Die 16 Tanks für Chemikalien und andere Ölprodukte fassen 16.559 m³ bei 98 % Füllung. Das Deck ist als Trunkdeck ausgeführt. Auf dem vorderen Drittel stehen zwei LNG-Tanks mit zusammen 630 m³ Inhalt. Das Deckshaus steht ganz achtern. Die im Rumpf eingebauten Vorratstanks sind die Gasöltanks mit 630 m³, Ballasttanks mit 6636 m³, Sloptanks mit 242 m², Frischwassertanks mit 325 m³ und ein Ureatank zur Abgasreinigung mit 52 m³. Die Ladung wird in 16 beschichteten Ladetanks transportiert. Im Maschinenraum ist ein Stickstoffgenerator mit einer Stundenleistung von 100 m³ eingebaut, für den Umschlag steht noch ein 20 m³ Puffertank zur Verfügung. Inertgas zum Beaufschlagen der Ladetanks wird von einem ölbetriebenen Heizkessel mit 3950 m³/h erzeugt. Zum Laden und Löschen sind Deepwellpumpen mit einer Leistung von 450 m³/h eingebaut. Vor dem Deckshaus befindet sich im Bereich der Manifolds ein Hydraulikkran zur Schlauchübernahme.

## Antrieb
Der Antrieb erfolgt mit einem Dualfuel-Wärtsilä-Zweitaktmotor vom Typ 5RT-flex 50 DF, der 5.850 kW bei 102 min−1 leistet. Als Hilfsdiesel sind drei Mitsubishi MAS 850-S verbaut, die 790 kW bei 1800 min−1 leisten. Als Manövrierhilfe ist ein Querstrahlruder Typ 1650 AUX CP mit 865 kW Leistung eingebaut. Zusätzlich ist noch ein Wellengenerator mit 780 kW Leistung vorhanden. Der Verbrauch wird mit 8,9 t LNG in 24 Stunden angegeben. Die Abgasreinigung erfolgt durch Selektive katalytische Reduktion (SCR) gemäß Abgasnorm Tier 2 mit Katalysator und Urea-Einspritzung.

## Umweltschutz
Durch den Betrieb mit LNG werden die Emissionen stark vermindert. So werden 99 % weniger SOX, 97 % NOX, 40 % CO2 und 99 % Partikel ausgestoßen. Die Schiffe dieser Serie wurden mit dem „International Green Shipping“-Preis am 17. Oktober 2016 in Rotterdam ausgezeichnet.

## Schiffe der Klasse
| Ternsund-Klasse | Ternsund-Klasse | Ternsund-Klasse | Ternsund-Klasse                          | Ternsund-Klasse |
| Schiffsname     | Baunummer       | IMO-Nr.         | Kiellegung / Stapellauf / Fertigstellung | Bemerkungen     |
| --------------- | --------------- | --------------- | ---------------------------------------- | --------------- |
| Ternsund        | AD 0024         | 9722390         | Dezember 2014 Dezember 2015 Juni 2016    |                 |
| Ternfjord       | AD 0025         | 9722405         | 2015 27. März 2016 9. Dezember 2016      |                 |
| Tern Sea        | AD 0026         | 9747974         | 2. Juli 2014 18. Juni 2015 16. März 2016 |                 |
| Tern Ocean      | AD 0058         | 9747986         | 15. März 2017                            |                 |